# Kielunjärvi
Kielunjärvi är en sjö i kommunen Nyslott i landskapet Södra Savolax i Finland. Sjön ligger 92,9 meter över havet. Arean är 1,33 kvadratkilometer och strandlinjen är 20,27 kilometer lång. Sjön  ingår i Vuoksens huvudavrinningsområde.   Den ligger omkring 110 kilometer nordöst om S:t Michel och omkring 310 kilometer nordöst om Helsingfors. 